# أورلاندو سيتي
نادي أورلاندو سيتي لكرة القدم (بالإنجليزية: Orlando City Soccer Club) هو نادي كرة قدم أمريكي يتمركز في مدينة أورلاندو في ولاية فلوريدا في الولايات المتحدة، تأسس في 19 نوفمبر 2013 وينافس في الدوري الأمريكي لكرة القدم الأول، أبرز من يلعب في هذا النادي هو البرازيلي ريكاردو كاكا والإيطالي أنتونيو نوتشيرينو.